# Mazuca
Mazuca is een geslacht van vlinders van de familie Uilen (Noctuidae).

## Soorten
- M. amoena Jordan, 1933
- M. dulcis Jordan, 1933
- M. elegantissima Janse, 1940
- M. haemagrapha Hampson, 1910
- M. roseistrigata Fletcher, 1963
- M. strigicincta Walker, 1866
- M. verhulsti Berio, 1955